# Маскареньяш, Жуан Антониу
Жуан Антониу Маскареньяш (порт. João Antônio Mascarenhas), полное имя Жуан Антониу ди Соуза Маскареньяш (порт. João Antônio de Sousa Mascarenhas; 24 октября 1927, Пелотас, Бразилия — 12 июня 1998, Рио-де-Жанейро, Бразилия) — бразильский правозащитник и ЛГБТ-активист, пионер в борьбе за права человека и гражданские права гомосексуалов в Бразилии.

## Биография
Родился 24 октября 1927 года в Пелотасе. Получив юридическое образование, переехал в Рио-де-Жанейро, где прожил почти всю жизнь. Владел несколькими языками. Работал адвокатом. В 1978 году стал одним из учредителей и редакторов газеты «Светящийся угол», также известной под названием «Лампиану». Во время военной диктатуры в Бразилии и господствовавшей цензуры издание служило площадкой для разных политических движений и социальных групп. В 1977 году с ним встретился Уистон Лейлэнд, американский редактор издательства Гей Саншайн Пресс и предложил сотрудничество. Маскареньяш отвечал за статьи о положении ЛГБТ в Бразилии. В 1977—1988 годах он был членом гомосексуальной группы «Розовый треугольник».
Его работа привела к постепенному признанию прав ЛГБТ в стране. Усилиями Маскареньяша в 1985 году Федеральный совет медицины исключил гомосексуализм из списка заболеваний. Он участвовал в обсуждении Конституции Бразилии от 1988 года, став первым открытым гомосексуалом, которого пригласили выступить в Национальном учредительном собрании. Маскареньяш лоббировал принятие закона о запрете дискриминации по признаку сексуальной ориентации. Умер от пневмонии в Рио-де-Жанейро 12 июня 1998 года. В городе Витория, столице штата Эспириту-Санту, действует ЛГБТ-центр имени Жуана Антониу Маскареньяша.